# マッセンバッハハウゼン
マッセンバッハハウゼン (ドイツ語: Massenbachhausen) はドイツ連邦共和国バーデン＝ヴュルテンベルク州ハイルブロン郡に属す町村（以下、本項では便宜上「町」と記述する）。

## 地理

### 位置
マッセンバッハハウゼンは、ハイルブロン郡西部、ネッカー川支流ライン川のさらに支流であるマッセンバッハ川沿いに位置する。この町は、シュトゥットガルト大都市圏の辺縁部に含まれる。

### 隣接する市町村
マッセンバッハハウゼンに隣接する市町村は、東から時計回りに、シュヴァイゲルン（マッセンバッハ地区）、ゲンミンゲン、キルヒャルト、バート・ラッペナウ（以上、いずれもハイルブロン郡）およびハイルブロン（郡独立市）である。マッセンバッハハウゼンは、シュヴァイゲルンと行政共同体を形成している。

### 自治体の構成
マッセンバッハハウゼンには、ロイテーシュタイナー・ヘーフェ地区が含まれる。

## 歴史
マッセンバッハハウゼンに最初に人が住み着いたのは、ケルト時代に遡る。この時代、4世紀から5世紀の「ツィーゲルウェグ」遺跡が発掘調査されている。初めて文献に登場するのは、773年のロルシュ文書である。その後、この村は一時的にシュティフト・オーデンハイムの名で知られる修道院の所領になり、マーゲンハイム家、ナイペルク家を経て、ヴュルツブルクの廷吏であるディートリヒ・エヒター・フォン・メスペルブロンにわたり、後にダルベルク領に、さらにはインゲルハイム領と領主を替えた。1737年にナイペルク家は、この村を買い戻している。1806年にマッセンバッハハウゼンは、陪臣化の枠組みに従い、ヴュルテンベルク領となり、オーバーアムト・キルヒハウゼン（オーバーアムトは当時の地方行政単位）に属したが、1811年からはオーバーアムト・ブラッケンハイムに移管された。1938年にマッセンバッハハウゼンは、現在のハイルブロン郡の所属となった。

### 宗教
1531年、ナイペルク家により、この村は宗教改革がなされた。しかし、1585年に、カトリック信者のディートリヒ・エヒター・フォン・メスペルブロンに売却され、再びカトリック化された。このため、プロテスタントのナイペルク家が、村のカトリック教会の庇護権を有する形となり、この教会には、その家族の墓所もある。17世紀以降はユダヤ人コミュニティが存在したが、19世紀末には、その構成員が離村したため、コミュニティは解消された。
マッセンバッハハウゼンには、現在もカトリック教会があり、マッセンバッハハウゼンの他に、シュヴァイゲルンのマッセンバッハ地区のカトリック信者もその組織に属する。
第二次世界大戦後に増え始めたプロテスタントの信者らは、現在、マッセンバッハおよびマッセンバッハハウゼン福音派教会に属す。この教会は、シュヴァイゲルンのマッセンバッハ地区に本部教会をおき、プロテスタントのヴュルテンベルク地方教会ブラッケンハイム教区に属している。
ユダヤ人コミュニティは、1684年から85年に初めて組織されたことが記録されており、1708年、1726年にはそれぞれ7家族がその構成員となっていた。シナゴーグについては、1736年に初めて記録されている。1832年にマッセンバッハハウゼンは宗教組織の本部所在地となったが、1860年代になるとユダヤ人たちはマッセンバッハに移っていった。1850年頃には約50人のユダヤ人がマッセンバッハハウゼンに住んでいたが、移住などにより、コミュニティは急速に縮小していった。それでも1869年には19人、1910年には7人のユダヤ人がいたが、1926年に最後に残った1人が亡くなった。

## 行政

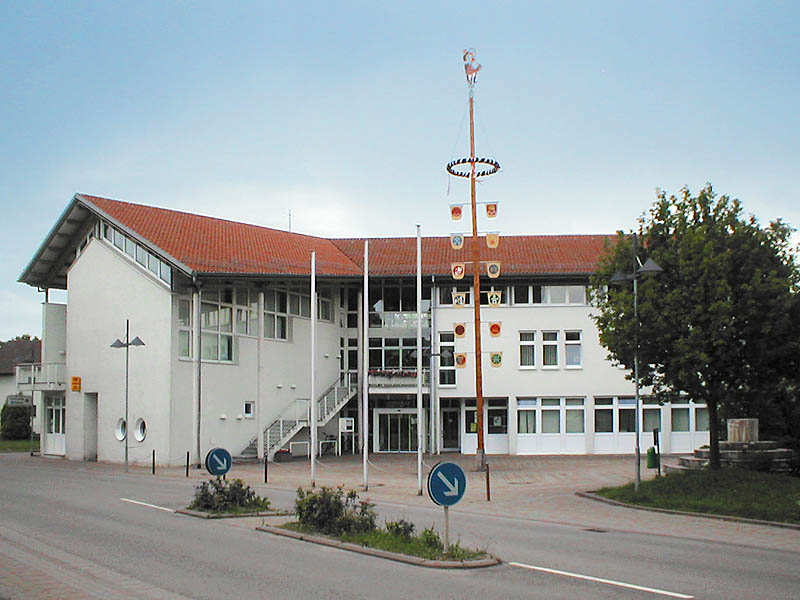
マッセンバッハハウゼンの町役場

### 議会
マッセンバッハハウゼンの議会は14人の議員からなる。
議会では、これに首長が加わり、議長を務める。

### 紋章と旗
図柄: 赤地で、3つの銀の環（2:1）の上に、金色の家。旗は、黄色 – 赤である。
紋章に描かれた家 (Haus) は、町の名前に因んだ紋章で、1844年以降の文献に登場し、印章には1903年から現れる。1838年の紋章は、「青地に、緑の三峰の山、その上に赤い屋根を乗せた天然色の家」と定められていた。家をあしらった、多くの他の町の紋章と区別するため、マッセンバッハハウゼンは、1959年に、かつての領主一門であるナイペルク家の環を紋章に取り入れた。町の紋章と旗は、1959年8月18日にバーデン＝ヴュルテンベルク州内務省の認可を得た。

## 文化と見所

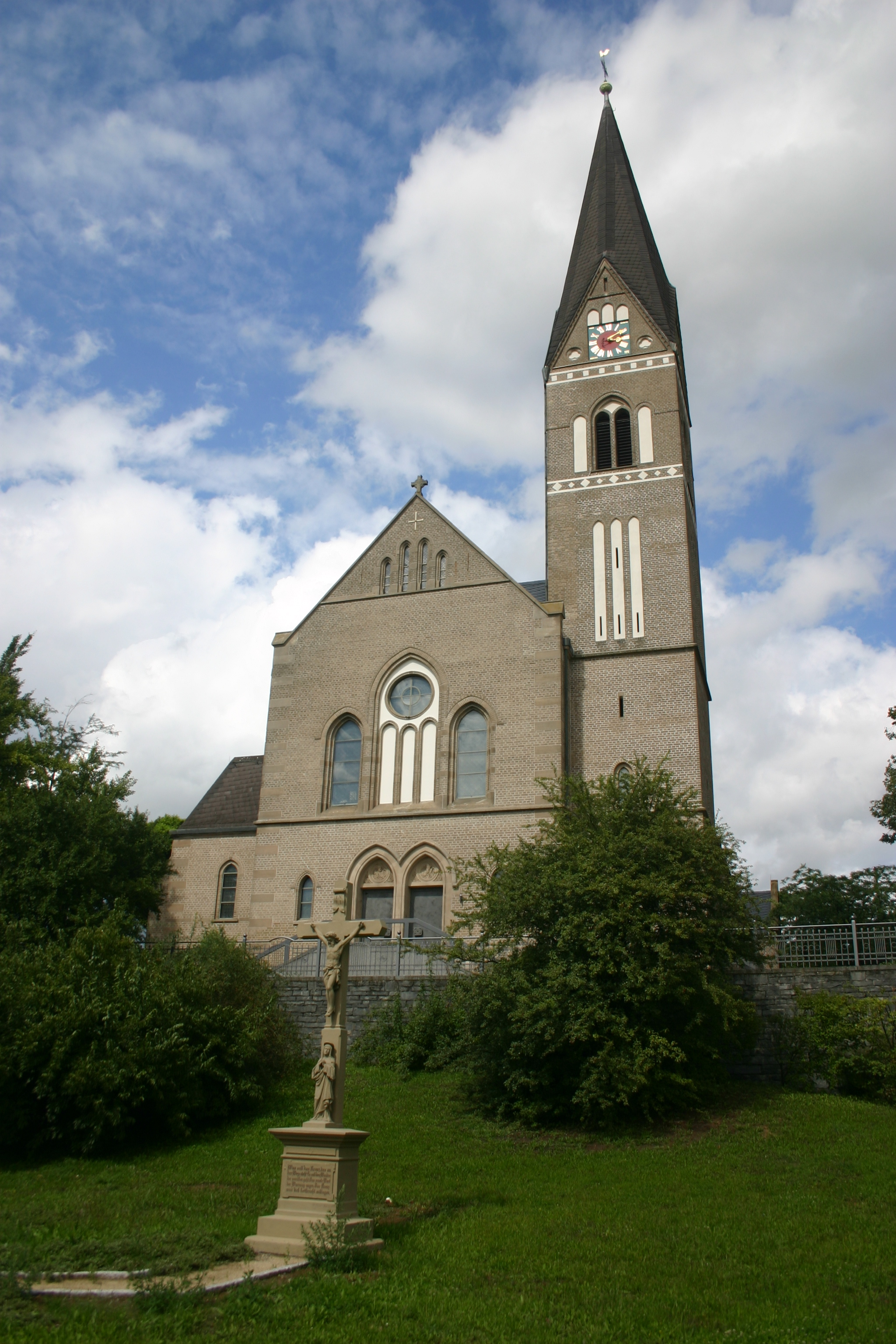
カトリックのキリアン教会

### 建築
- カトリックのキリアン教会は、1912年に建設された。ここには歴史的なロココ祭壇が保存されている。
- カトリック教会の向かいに、この町の役場がある。役場は機能本位の新しい建物である。
- 旧役場 兼 学校は、現在、町立の基礎課程学校リンデンホーフシューレとして利用されている。
- シナゴーグは、1826年に建てられたが、1865年には早くも閉鎖され、1872年に家畜小屋が増築されて住居として利用された。この建物は、フランシスコ会修道士で彫刻家のフィルミニウス・ヴィッケンホイザー（1876年 – 1939年）の生家であり、ヴィッケンホイザーハウスとして知られている。シナゴーグとして使われていた名残は、珍しい裏手の高窓に見ることができる。2007年7月現在、この建物は、ひどく損壊した状態にあり、修復することが発表されている。
- マッセンバッハハウゼン墓地には、ナイペルク伯の家族の墓所がある。この他にヴィッケンホイザーが両親のために1906年に創作したモニュメントがある。

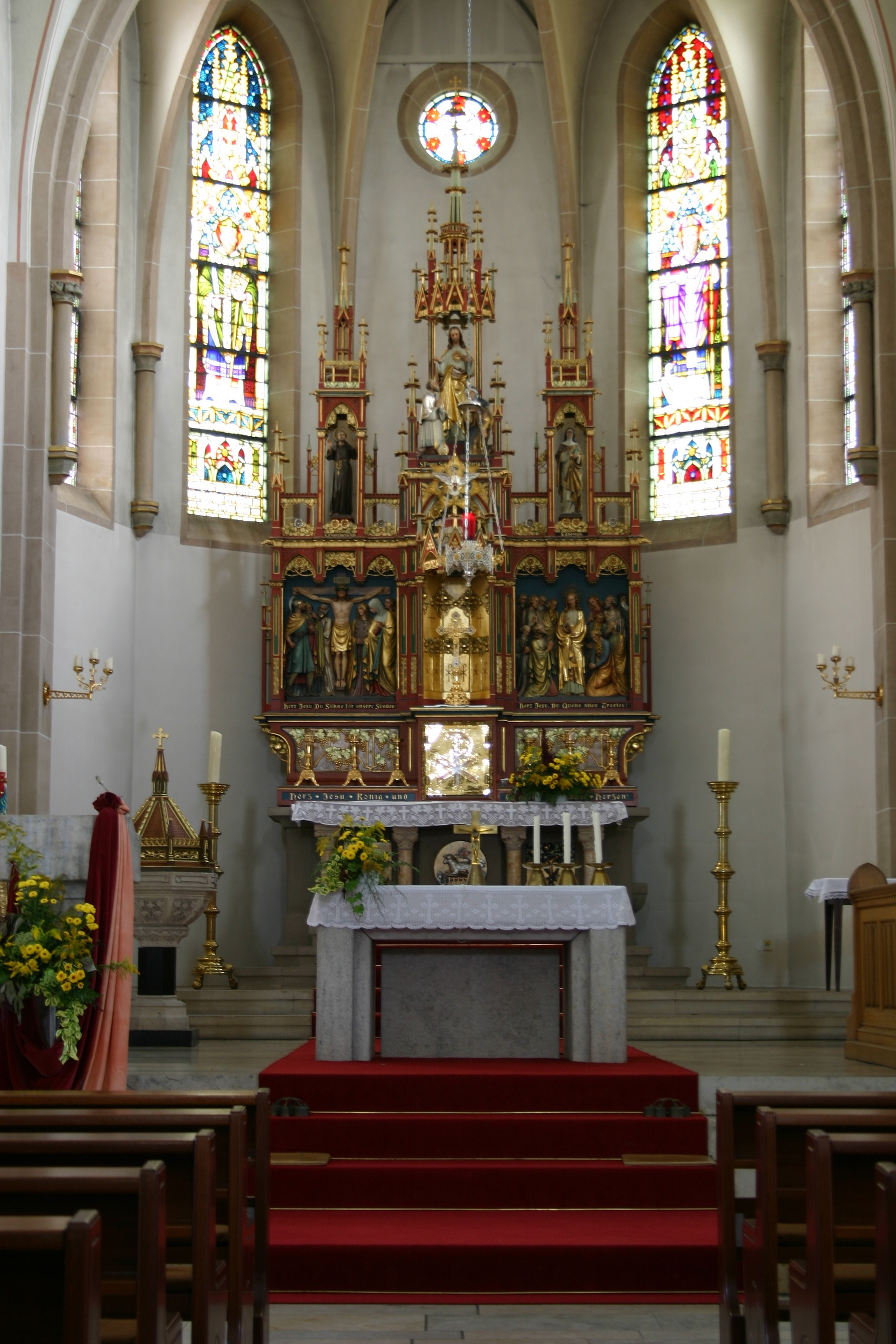
ロココ祭壇
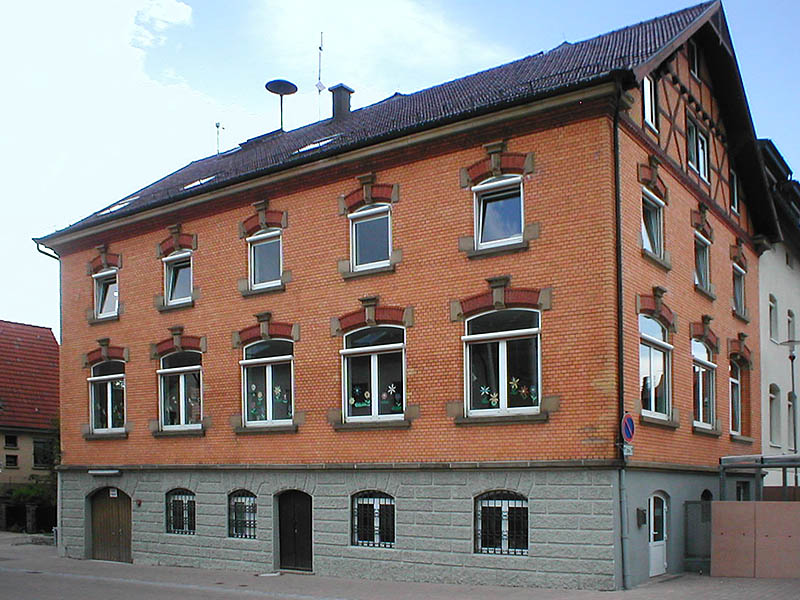
旧役場 兼 学校
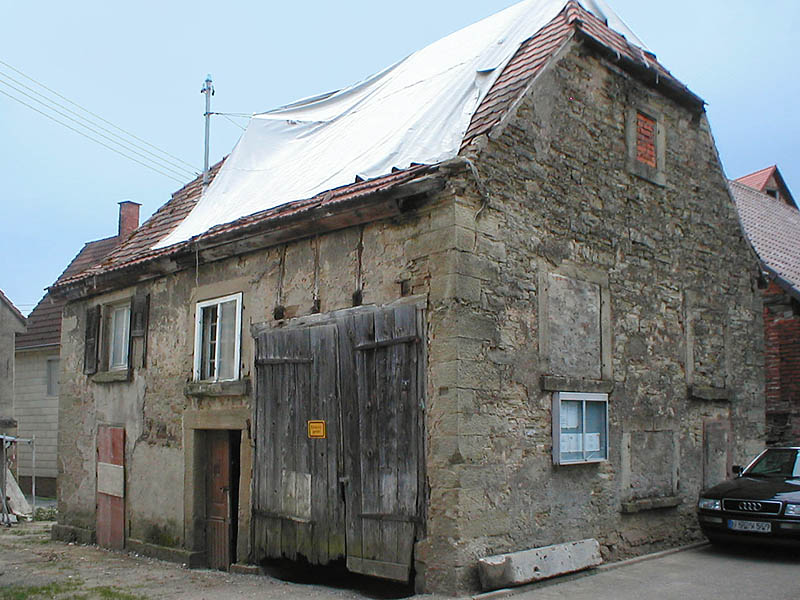
旧シナゴーグ

## 経済と社会資本
マッセンバッハハウゼンは、ヴュルテンベルク・ワイン産地区分でヴュルテンベルク・ウンターラント、ホイヒェルベルク地区に属すワイン町である。

### 交通
アウトバーン A6号線が町から数kmの場所を走っている。インターチェンジは、バート・ラッペナウのインターチェンジを利用する。最寄りの駅は、ゲンミンゲン、シュヴァイゲルンおよびラインガルテンのクライヒガウ鉄道の駅である。

### メディア
マッセンバッハハウゼンのできごとは、日刊紙 Heilbronner Stimmeのライタール版 (LT) に掲載される。

## 人物

### 出身者
フィルミニウス・ヴィッケンホイザー（1876年 – 1939年、本来はヨーゼフ・ヴィッケンホイザー）彫刻家、フランシスコ会修道士。
ヴェルナー・バウムハウアー（1930年 – ）ドイツの政治家 (CDU)、バーデン＝ヴュルテンベルク州議会議員、バーデン＝ヴュルテンベルク州長官。